# カザフスタン共産党
カザフスタン共産党（カザフスタンきょうさんとう）は、カザフスタン共和国の政党である。
ソ連時代のカザフスタン共産党については、カザフ・ソビエト社会主義共和国を参照。

## 概要
ソ連8月クーデター失敗後、ソ連共産党の解散と共に、カザフスタン共産党はカザフスタン社会党となり、後に自主解散された。
その後、共産主義者による共産党復活の動きが進み、1991年12月7日の党大会で新しい憲章と綱領が採択された。しかしながら、共産党は1万2千人の署名を集めたにも拘らず、法務省により2度登録を拒否された。
1998年8月27日、最高裁判所の決定により、共産党は公式登録された。1996年、検察庁の決定により活動停止。
2002年、当局は、政党法施行の際、共産党に登録文書を交付せず、翌年、共産党分裂キャンペーンを展開した。

### 大統領選挙
1999年1月の大統領選挙には、共産党から党首セリクボルスィン・アブディリディンが出馬し、13.4％を得票して第2位を占めた。ヌルスルタン・ナザルバエフとの決選投票が行われるはずだったが、代わりに「怠慢」を理由に、親アブディリディン派だった各地方自治体のアキム（首長）が解任された。

### 議会選挙
1999年末のマジリス（議会）選挙時、共産党は、比例区で1/3を得票して第1位を占めたが、中央選挙委員会による結果の見直しが行われ、18.6％、第2位に落とされた。
2004年のマジリス選挙時、共産党は、カザフスタンの民主的選択（現人民党 (カザフスタン)）と連合を組み、9.5％を得票したが、中央選挙委員会は、その結果を半分として発表した。
共産党は、2007年のマジリス選挙をボイコットした。
2004年には、カザフスタン共産党より分離する形で「カザフスタン人民共産党」が結党された。こちらの政党は、2012年の総選挙で7議席を獲得した。

## 歴代党首
- セリクボルスィン・アブディリディン（1996年 - 2010年4月）
- ガジズ・アルダムジャロフ（2010年4月 -）